# Neckarauer Liebeswerke

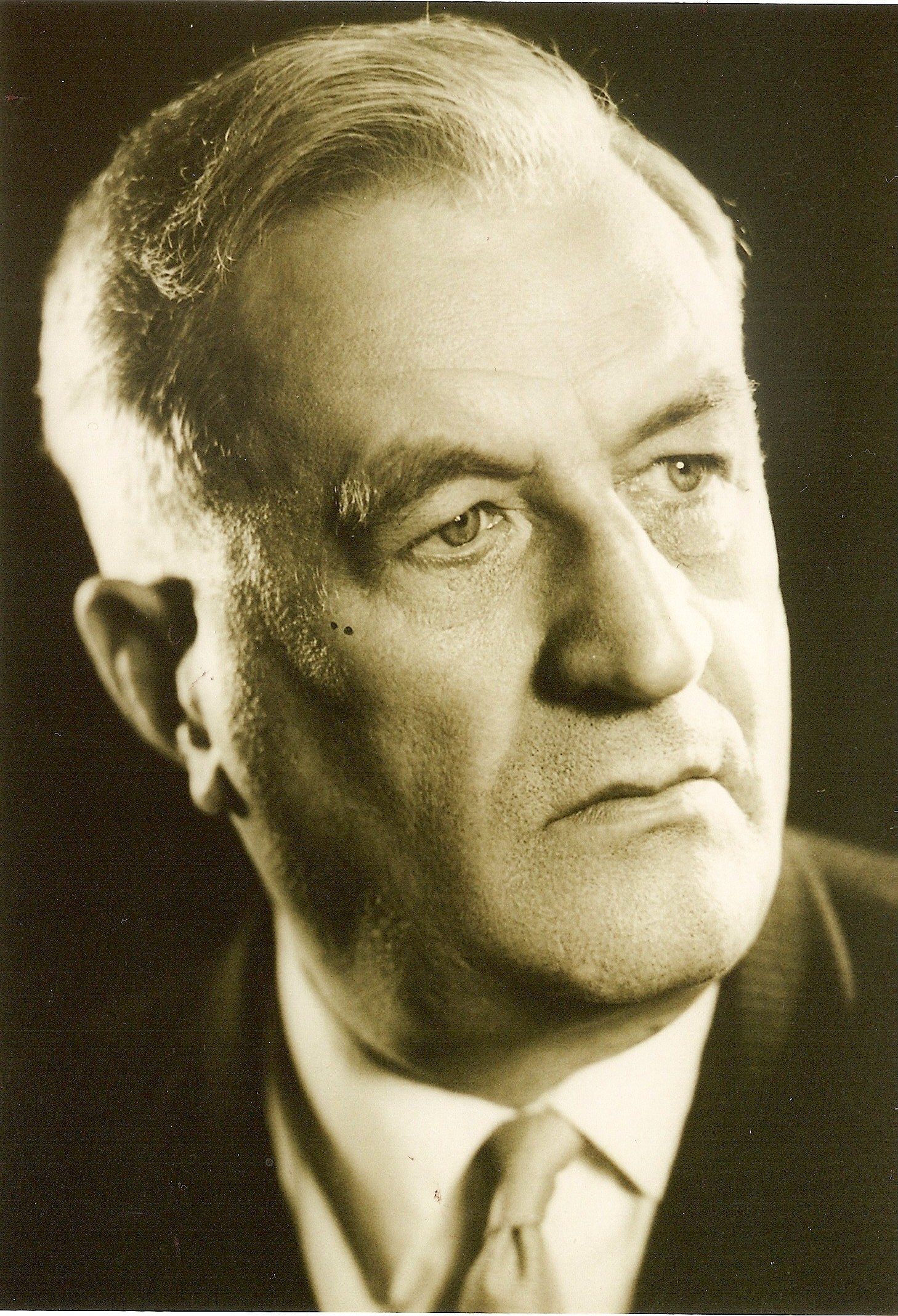
Erich Otto Kühn, Gründer der "Neckarauer Liebeswerke", 1960

Die Neckarauer Liebeswerke waren von dem Pfarrer Erich Otto Kühn nach Ende des Zweiten Weltkrieges initiierte soziale Einrichtungen in Mannheim-Neckarau. Grundlage des karitativen Engagements Kühns war die tiefe Überzeugung, das es nicht richtig sein kann, Kranke und Behinderte aus dem sozialen und kommunikativen Gefüge eines Wohnorts auszuschließen, vielmehr solle sich „die Gesellschaft daran gewöhnen, mit Kummer und Elend in ihrer Mitte zu leben“. Durch seine sozialen „Neckarauer Liebeswerke“ hat er dieses Postulat umgesetzt und prägte damit wie kaum ein anderer den Vorort fast ein Jahrhundert lang.

## Geschichte
Nach seiner Rückkehr aus englischer Gefangenschaft 1945 fand Erich Kühn in Neckarau eine Trümmerwüste und große soziale Not vor. So wurde auf seine Initiative der Wiederaufbau der Matthäus-Kirche in Angriff genommen, der sich im Bau eines Altersheimes in der Rheingoldstraße 28 fortsetzte (Wichernhaus). 1950 ergänzt durch die Martinsstube, die den nicht im Altersheim untergebrachten älteren Menschen in Zeiten knappen Brennmaterials einen Ort zum Aufwärmen und zur Begegnung bot. 1951 wurde der Verein Frauen- und Kinderheim Mannheim e.V. gegründet. 1952 wurde ein Wohnheim für Jungarbeiterinnen und ledige Mütter mit Kleinkindern eingeweiht. Auf Betreiben des Kühns entstand 1956 das Johann-Sebastian-Bach-Gymnasium, dem heute fast 1200 Schüler angehören, und das mit der Arbeit der Diakonie vielfältig verzahnt ist. 1961 folgte das Johannes-Calvin-Haus, ein Wohnheim für berufstätige Mädchen, das 1986 in ein Wohnheim für Behinderte umgestaltet wurde. 1966 entstand mit dem Margarethe-Blarer-Haus ein Mütter- und Kinderheim, das bis 2012 behinderte Kinder beherbergte. Das neue Margarete-Blarer-Haus wurde im Juni 2012 in direkter Umgebung zum Altbau fertiggestellt und eingeweiht. Aus der ehemaligen Pflegevorschule, die 1968 eingerichtet wurde, wurde 1975 das heutige Katharina-Zell-Haus in der Friedrichstraße, ein Wohnheim für behinderte Erwachsene. 1969 begann Kühn mit dem Aufbau der „Beschützenden Werkstätten für Behinderte“, welche als erste Einrichtungen dieser Art in Mannheim gelten. 1970 wurde der „Verein für Gemeindediakonie und Rehabilitation e.V.“ gegründet, der im Lauf der Jahre die Trägerschaft für das neu gebaute Alten- und Pflegeheim Wichernhaus sowie für die Zweigwerkstätten und den Familienentlastungsdienst in der Schulstraße übernahm.

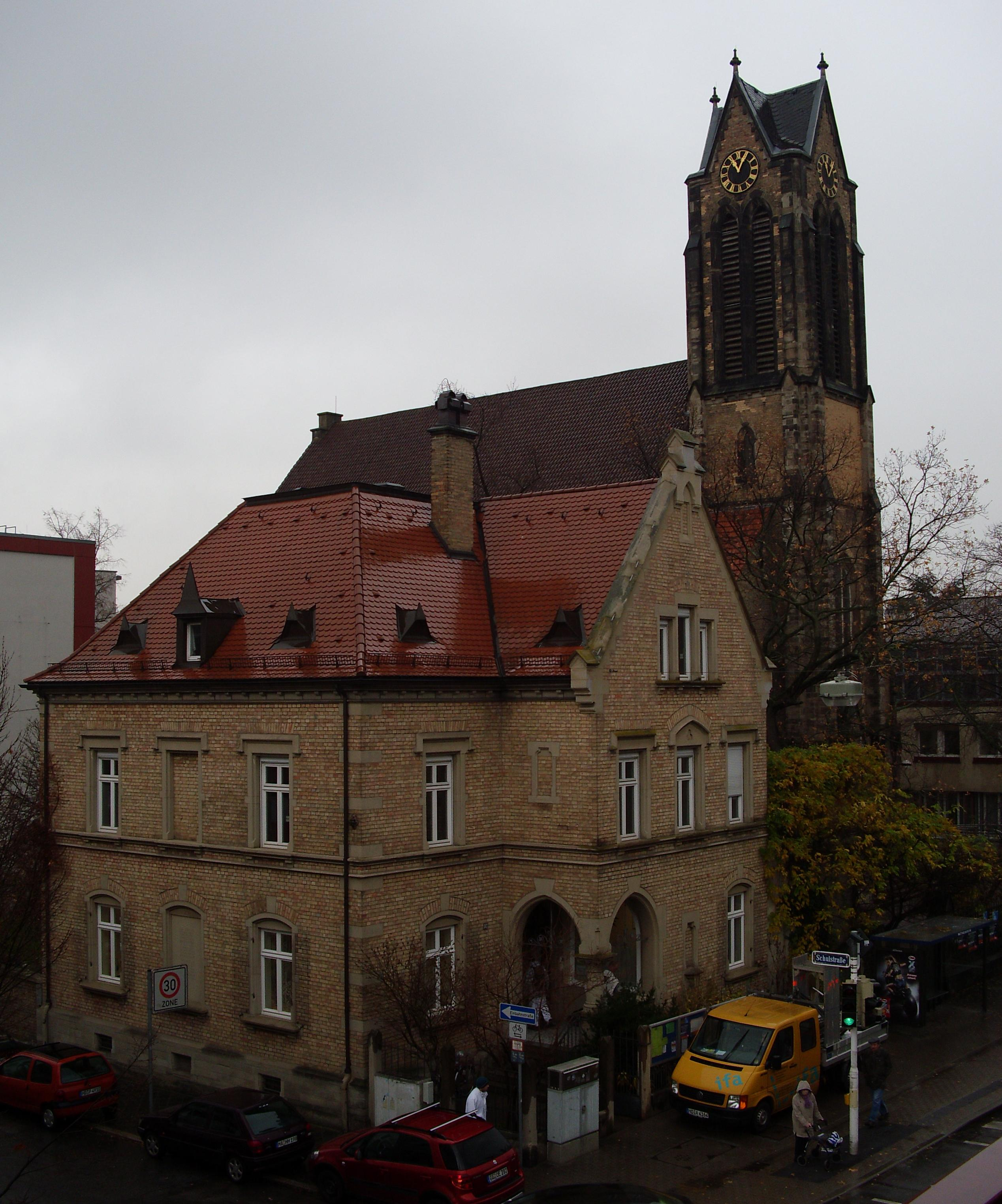
Matthäuskirche mit Pfarrhaus (2010)

## Übersicht der diakonischen Einrichtungen im Jahr 1972
Aus: Gemeindediakonie in der Vorstadt Neckarau / Informationen aus dem Sozialwesen der Stadt Mannheim, Heft 10 (Januar 1972)
- Johann-Sebastian-Bach-Gymnasium
- Schülerinternet Ott-Heinrich-Stift
- Mädcheninternat Martin-Bucer-Haus
- Evangelische Pflegevorschule Katharina-Zell-Haus
- Altersheim Wichernhaus
- Säuglings- und Krabbelstube
- Neckarauer Kindergärten
- Margarete-Blarer-Haus
- Johannes-Calvin-Haus
- Siedlungen für Flüchtlinge
- Landfahrerlager
- Gemeindebücherei
- Werkstätte für Behinderte
- Großküche